# 羅克斯堡公爵

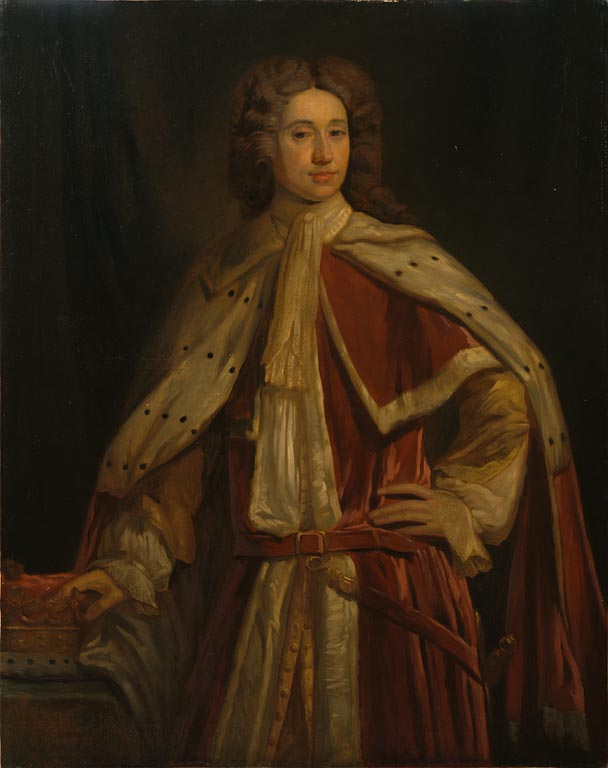
第一代羅克斯堡公爵約翰·克爾的畫像，由戈弗雷·奈勒繪製。

羅克斯堡公爵（英語：Duke of Roxburghe）是一個蘇格蘭貴族爵位，於1707年由安妮女王賜封予第五代羅克斯堡伯爵約翰·克爾，並以鮑蒙特和塞斯福德侯爵、凱爾索伯爵和布羅克斯茅斯子爵為公爵爵位的附屬頭銜。該爵位以座落於蘇格蘭邊區、曾是皇家自治市的羅克斯堡為名。
羅克斯堡公爵最早可以追溯到於1616年創建的羅克斯堡伯爵爵位。歷任公爵皆同時擁有鮑蒙特和塞斯福德侯爵（1707年創建）、凱爾索伯爵（1707年）、英尼斯伯爵（1837年）、布羅克斯茅斯子爵（1707年）、羅克斯堡勳爵（1600年）和鮑蒙特和塞斯福德的克爾勳爵（1616年）等多個附屬頭銜。除英尼斯伯爵為聯合王國貴族爵位外，所有上述頭銜都屬於蘇格蘭貴族爵位。公爵的長子會以附屬頭銜中最高的鮑蒙特和塞斯福德侯爵作為禮節性頭銜。
在無嗣的第四代羅克斯堡公爵去世後，由於未能確定繼任人選，公爵爵位一直懸空。1812年，英國上議院正式判決由第六代英尼斯從男爵詹姆斯·英尼斯-克爾繼承羅克斯堡公爵爵位，並否決了第二代伯爵的女兒的後裔及第一代伯爵的多名男性後裔對爵位的宣稱。
羅克斯堡公爵可以是英尼斯氏族的族長，但由於其姓氏為「英尼斯-克爾」，因此未受正式承認。
公爵家族的祖宅是座落於蘇格蘭凱爾索的福羅爾斯城堡；歷任羅克斯堡公爵的墓地則是在20世紀於凱爾索修道院遺址加建的羅克斯堡紀念迴廊（Roxburghe Memorial Cloister）。

## 羅克斯堡伯爵
羅伯特·克爾在1600年獲封為羅克斯堡男爵，並於1616年再被冊封為羅克斯堡伯爵及鮑蒙特和塞斯福德的克爾男爵。爵位按例應由第一代伯爵的男性後裔以長子繼承制繼承，但由於第一代伯爵的兒子均早於伯爵本人逝世，羅克斯堡伯爵爵位在1646年重新創建，並規定應按以下順序繼承羅克斯堡伯爵爵位（此規定同樣適用於現在的羅克斯堡公爵爵位）：
- 一、第一代伯爵的長女讓·克爾的長子（即威廉·德拉蒙德爵士）及其男性後裔
- 二、第一代伯爵的長女讓·克爾的長女的兒子
- 三、第一代伯爵的幼子哈里·克爾的長女及其男性後裔
- 四、第一代伯爵的其他男性後裔

### 歷任羅克斯堡伯爵
- 第一代羅克斯堡伯爵羅伯特·克爾（英语：Robert Ker, 1st Earl of Roxburghe）（1570–1650）：於1600年獲賜封為羅克斯堡男爵，去世時並無可繼承爵位的男性後裔
  - 克爾勳爵威廉·克爾（英语：William Ker, Lord Ker）（d. 1618）：第一代伯爵的長子，早於其父去世，無子嗣
  - 克爾勳爵亨利·克爾（英语：Henry Ker, Lord Ker）（d. 1643）：第一代伯爵的幼子，早於其父去世，無男性子嗣
- 第二代羅克斯堡公爵威廉·克爾（英语：William Ker, 2nd Earl of Roxburghe）（1622–1675）：原名威廉·德拉蒙德，是第一代伯爵的長女的長子，根據繼承規定的第一條襲爵
- 第三代羅克斯堡伯爵羅伯特·克爾（英语：Robert Ker, 3rd Earl of Roxburghe）（c. 1658–1682）：第二代伯爵的長子
- 第四代羅克斯堡伯爵羅伯特·克爾（c. 1677–1696）：第三代伯爵的長子
- 第五代羅克斯堡伯爵約翰·克爾（英语：John Ker, 1st Duke of Roxburghe）（c. 1680–1741）：第三代伯爵的次子，於1707年獲賜封為羅克斯堡公爵

## 羅克斯堡公爵
第五代羅克斯堡伯爵約翰·克爾在1707年獲冊封為羅克斯堡公爵，並獲賜予鮑蒙特和塞斯福德侯爵、凱爾索伯爵和布羅克斯茅斯子爵作為附屬頭銜，且仍保留原有伯爵爵位的所有頭銜。第四代公爵去世後，羅克斯堡公爵爵位的繼承出現爭議並一度懸空，最終在1812年經上議院判決由第一代羅克斯堡伯爵的幼子哈里·克爾的長女的後裔第六代英尼斯從男爵詹姆斯·英尼斯-克爾按繼承規定第三條繼承爵位。

### 歷任羅克斯堡公爵
- 第一代羅克斯堡公爵約翰·克爾（英语：John Ker, 1st Duke of Roxburghe）（c. 1680–1741）：第三代伯爵的次子
- 第二代羅克斯堡公爵羅伯特·克爾（英语：Robert Ker, 2nd Duke of Roxburghe）（c. 1709–1755）：第一代公爵的獨子，於1822年獲賜封為克爾伯爵及約克郡威克菲的克爾男爵
- 第三代羅克斯堡公爵約翰·克爾（英语：John Ker, 3rd Duke of Roxburghe）（1740–1804）：第二代公爵的長子，無嗣（克爾伯爵及約克郡威克菲的克爾男爵因此絕嗣）
- 第四代羅克斯堡公爵威廉·貝倫登-克爾（英语：William Bellenden-Ker, 4th Duke of Roxburghe）（1728–1805）：第二代伯爵的幼子第二代貝倫登約翰·貝倫登勳爵（英语：John Bellenden, 2nd Lord Bellenden）的孫子，無嗣；公爵爵位繼承在其死後出現爭議，並懸空直至1812年
- 第五代羅克斯堡公爵詹姆斯·英尼斯-克爾（英语：James Innes-Ker, 5th Duke of Roxburghe）（1736–1823）：第一代伯爵的幼子的長女瑪格麗特·克爾的曾孫
- 第六代羅克斯堡公爵詹姆斯·英尼斯-克爾（英语：James Innes-Ker, 6th Duke of Roxburghe）（1816–1879）：第五代公爵的獨子，於1837年獲賜封為英尼斯伯爵[3]（現存附屬頭銜中唯一一個聯合王國貴族爵位）
- 第七代羅克斯堡公爵詹姆斯·亨利·羅伯特英尼斯-克爾（英语：James Innes-Ker, 7th Duke of Roxburghe）（1839–1892）：第六代公爵的長子
- 第八代羅克斯堡公爵亨利·約翰·英尼斯-克爾（英语：Henry Innes-Ker, 8th Duke of Roxburghe）（1876–1932）：第七代公爵的長子
- 第九代羅克斯堡公爵喬治·維克托·羅伯特·約翰·英尼斯-克爾（英语：George Innes-Ker, 9th Duke of Roxburghe）（1913–1974）：第八代公爵的獨子
- 第十代羅克斯堡公爵蓋伊·大衛·英尼斯-克爾（英语：Guy Innes-Ker, 10th Duke of Roxburghe）（1954–2019）：第九代公爵的長子
- 第十一代羅克斯堡公爵查爾斯·羅伯特·喬治·英尼斯-克爾（1981–）：第十代公爵的長子

目前公爵爵位的推定繼承人是現任公爵的弟弟愛德華·亞瑟·杰拉德·英尼斯-克爾勳爵。

## 繼承順序
- 第九代羅克斯堡公爵喬治·維克托·羅伯特·約翰·英尼斯-克爾（英语：George Innes-Ker, 9th Duke of Roxburghe）（1913–1974）
  -  第十代羅克斯堡公爵蓋伊·大衛·英尼斯-克爾（英语：Guy Innes-Ker, 10th Duke of Roxburghe）（1954–2019）
    -  第十一代羅克斯堡公爵查爾斯·羅伯特·喬治·英尼斯-克爾（1981–）
    - (1) 愛德華·英尼斯-克爾勳爵（1984–）
    - (2) 喬治·英尼斯-克爾勳爵（1996–）

  - (3) 羅賓·英尼斯-克爾勳爵（1959–）
    - (4) 詹姆斯·英尼斯-克爾勳爵（1999–）